# Велика Вільшанка
Вели́ка Вільша́нка (колишня назва Барахтянська Вільшанка) — село в Обухівському районі Київської області.
Засноване в 1762 році. Населення — близько 980 жителів.
В селі знаходиться жіночий монастир на честь Ікони Божої Матері «Відрада і Втіха» — подвір'я Свято-Троїцького Іонинського монастиря.
Селом протікає річка Раківка.

## Історія
Барахтянская Вільшанка, в 5-ти верстах від Барахт, при брудному струмку Раківці, також впадає в Стугну при селі Копачеві. Жителів обох статей 2510. У 1762 році нараховувалося жителів 1032 в 130 дворах, а в 1740 року  в 180 дворах було до 1200 обох статей. По інший бік струмка Тростинка, вже вважається в Київському повіті, розташована велике поміщицьке село також Вільшанка (дивись в Київському повіті) яке очевидно вже в давнину вважалося одним селом з Барахтянською Вільшанкою. У літописі преподобного Нестора, при описі походу великого князя Ізяслава Мстиславовича і його боїв з Володимирком князем Галицьким, згадується про село Ольшаниця за річкою Стугною. Хоча в Васильківському повіті знаходиться містечко Ольшаниця, але як воно складається від Стугни в 50-ти верстах: то описувані події з більшою зручністю пристосовуються до Вільшанки, зараз же за Стугною щодо Києва лежить. За струмка, при якому село розташоване, за переказами, були великі болота, зарослі вільхою, лозою і очеретом; тепер від вільхи, що дала назву селищу, залишилося лише кілька дерев; болота висохли і звернені в лугові сінокоси.У північно-східній частині села помітний вал, що йде від Обухова полями, що перетинає Раківку і прямує через Вільшанські поля до Барахт і Митниці. Паралельно з цим валом в відстані 3-х верст йде інший вал, ще найдавніший.  Там де вони наближаються до Погребищенських полів, серед болота, стоїть величезна могила, звана "погана", а біля неї на горі між перелісками інші дві могили; тут же недалеко в лісі безліч невеликих поховань на великому просторі яру, званого "Верем'є".У сукупності могили ці представляються як би якимось величезним кладовищем, давно залишеним і зарослим віковим лісом. На північ від цього кладовища гігантів, на полях села Погреби, на просторі двох верст насипаний вал, який мав би захищати одну рать від іншої, очікуваної від Києва, і ховали своїх воїнів після битви на вищезгаданому цвинтарі, що позаду укріплень знаходився. Церква тут в ім'я Архістратига Михаїла, існувала, як виражається народ, з давніх-давен. Нині існуюча у візиті 1746 року Білоцерківського деканату описана так: "що вона в 1743 згоріла, але вже нова на тому ж місці побудована з дубового дерева про трьох куполах. Дзвіницею стара." Згоріла церква описана у візиті 1740 року, де сказано, що вона соснова, пристойна, побудована в 1700 році. У церкві чудовий образ Пресвятої Діви тримає на лівій руці Господа Ісуса. Образ цей ще в 1792 році, як значиться у візиті, був старий на полотні зображений і вважався чудотворним. Він стояв біля вівтаря при лівій стіні. З священиком Ольшанської церкви достопамятен Михайло Семеоновіч, присвячений до неї в Києві 12 квітня 1716 митрополитом Іосафом Краківським, дорікає візит 1740 в прихильності до православ'я, хоча оффіційно змушений був прийняти унію з Папою ще в 1737 році. Ольшанська церква по штатам зарахована до 4-го класу: землі має 47 десятин. // Сказания о населенных местностях Киевской губернии или Статистические, исторические и церковные заметки о всех деревнях, селах, местечках и городах, у пределах губернии находящихся / Собрал Л. Похилевич. - Біла Церква: Видавець О. В. Пшонківський, 2005. - с.388-389
За адміністративно-територіальним поділом XVIII ст. село відносилося до Білоцерківської округи Київського нам., з 1797 р. Васильківського пов. Київської губ.
Метричні книги, клірові відомості, сповідні розписи церкви св. Михаїла с. Барахтянська Вільшанка XVIII ст. - Білоцерківської округі Київського нам., з 1797 р. Васильківського пов. Київської губ.; ХІХ ст. - Барахтянської волості Васильківського пов. Київської губ. зберігаються в ЦДІАК України. http://cdiak.archives.gov.ua/baza_geog_pok/church/bara_007.xml [Архівовано 4 січня 2019 у Wayback Machine.]

## Населення

### Мова
Розподіл населення за рідною мовою за даними перепису 2001 року:
| Мова       | Кількість | Відсоток |
| ---------- | --------- | -------- |
| українська | 977       | 99.8%    |
| російська  | 2         | 0.2%     |
| Усього     | 979       | 100%     |

## Особистості
В селі народилися:
- Грищенко Тимофій Іванович — повний кавалер ордена Слави;
- Мовчан Павло Михайлович — заслужений діяч мистецтв України;
- Михайлюк Олексій Григорович — український педагог-історик.

## Зображення

Місцева церква
Меморіал Другій Світовій Війні
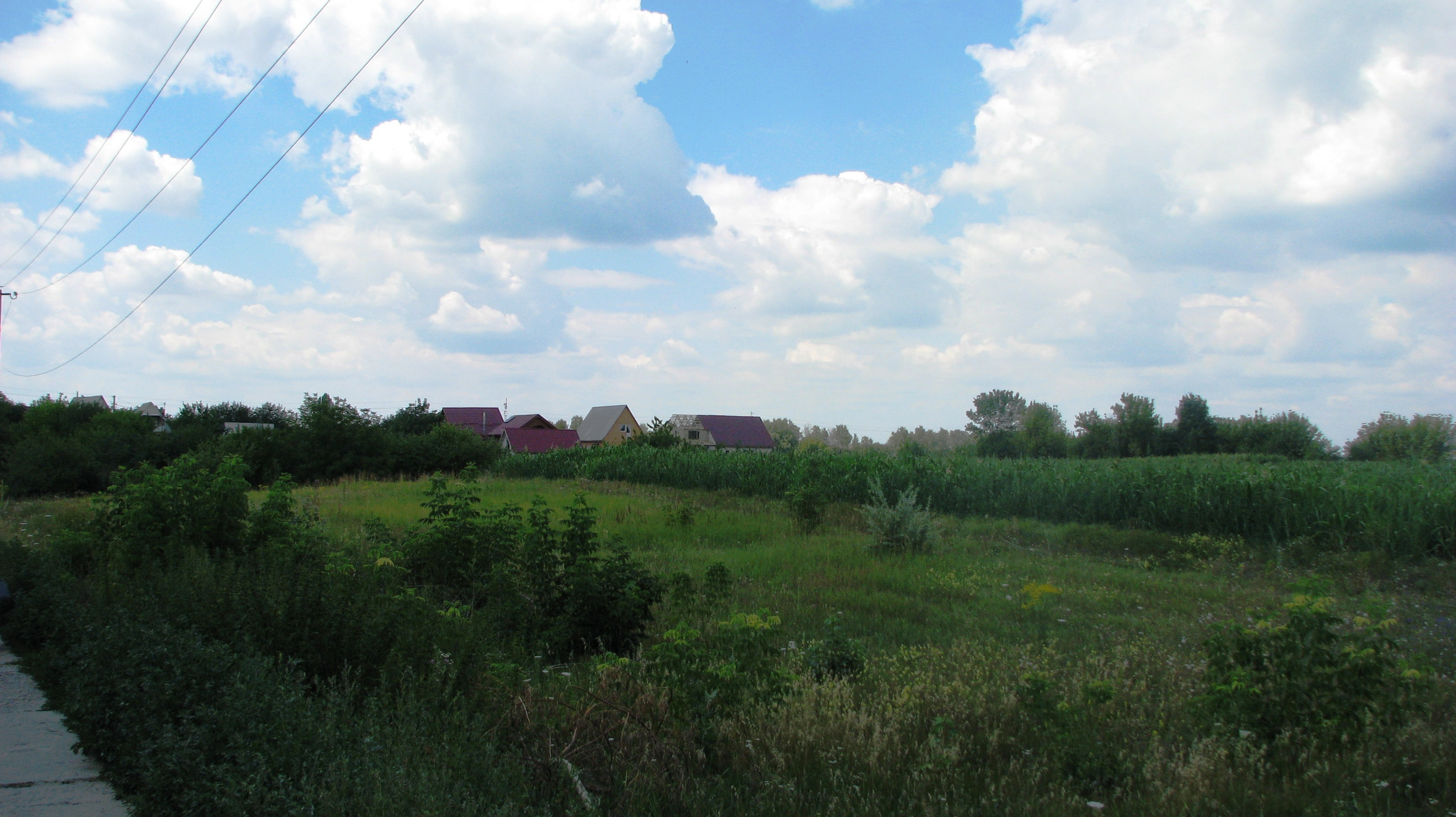
панорама села

## Джерело
- облікова картка на сайті ВРУ[недоступне посилання з березня 2019]